# Kvalifikacije za Svjetsko prvenstvo u nogometu 2010. (UEFA) – skupina 6
Kvalifikacije za Svjetsko prvenstvo u nogometu – Južnoafrička Republika 2010. (UEFA) – skupina 6, UEFA-ina kvalifikacijska grupa za plasman na Svjetsko nogometno prvenstvo 2010. U skupini su sudjelovali: Hrvatska, Engleska, Ukrajina, Bjelorusija, Kazahstan i Andora. Prvoplasirani iz svake skupine otišao je izravno na Svjetsko nogometno prvenstvo, a osam (od devet) najboljih drugoplasiranih išlo je u dodatno razigravanje.
| Poz. | Momčad      | U  | P | N | I  | G+ | G– | G+/– | Bod. | Nastavak natjecanja      |
| ---- | ----------- | -- | - | - | -- | -- | -- | ---- | ---- | ------------------------ |
| 1.   | Engleska    | 10 | 9 | 0 | 1  | 34 | 6  | +28  | 27   | Svjetsko prvenstvo 2010. |
| 2.   | Ukrajina    | 10 | 6 | 3 | 1  | 21 | 6  | +15  | 21   | Doigravanje              |
| 3.   | Hrvatska    | 10 | 6 | 2 | 2  | 19 | 13 | +6   | 20   |                          |
| 4.   | Bjelorusija | 10 | 4 | 1 | 5  | 19 | 14 | +5   | 13   |                          |
| 5.   | Kazahstan   | 10 | 2 | 0 | 8  | 11 | 29 | −18  | 6    |                          |
| 6.   | Andora      | 10 | 0 | 0 | 10 | 3  | 39 | −36  | 0    |                          |

## Rezultati
| 20. kolovoza 2008. 21:00 UTC+6 |        |        |                                                                         |
| Kazahstan                      | 3:0    | Andora | Centralni stadion, Almati Broj gledatelja: 7700 Sudac: Veaceslav Banari |
| Ostapenko 14' Uzdenov 44'      | Report |        | Centralni stadion, Almati Broj gledatelja: 7700 Sudac: Veaceslav Banari |

| 6. rujna 2008. 20:00 UTC+3 |        |             |                                                                       |
| Ukrajina                   | 1:0    | Bjelorusija | Stadion Ukrajina, Lavov Broj gledatelja: 24.000 Sudac: Nicola Rizzoli |
| Ševčenko 90+4' (pen.)      | Report |             | Stadion Ukrajina, Lavov Broj gledatelja: 24.000 Sudac: Nicola Rizzoli |

| 6. rujna 2008. 20:00 UTC+2 |        |             |                                                                                      |
| Andora                     | 0:2    | Engleska    | Estadi Olímpic Lluís Companys, Barcelona Broj gledatelja: 10.300 Sudac: Cüneyt Çakır |
|                            | Report | J. Cole 49' | Estadi Olímpic Lluís Companys, Barcelona Broj gledatelja: 10.300 Sudac: Cüneyt Çakır |

| 6. rujna 2008. 20:15 UTC+2         |        |           |                                                                            |
| Hrvatska                           | 3:0    | Kazahstan | Stadion Maksimir, Zagreb Broj gledatelja: 17.424 Sudac: Stefan Johannesson |
| N. Kovač 13' Modrić 36' Petrić 81' | Report |           | Stadion Maksimir, Zagreb Broj gledatelja: 17.424 Sudac: Stefan Johannesson |

| 10. rujna 2008. 22:00 UTC+6 |        |                            |                                                                      |
| Kazahstan                   | 1:3    | Ukrajina                   | Centralni stadion, Almati Broj gledatelja: 17.000 Sudac: Felix Brych |
| Ostapenko 68'               | Report | Nazarenko 45' Ševčenko 54' | Centralni stadion, Almati Broj gledatelja: 17.000 Sudac: Felix Brych |

| 10. rujna 2008. 19:00 UTC+2 |        |                                        |                                                                   |
| Andora                      | 1:3    | Bjelorusija                            | Comunal, Andorra la Vella Broj gledatelja: 600 Sudac: Simon Evans |
| Pujol 67' (pen.)            | Report | Verhovcov 37' Rodionov 79' V. Hleb 90' | Comunal, Andorra la Vella Broj gledatelja: 600 Sudac: Simon Evans |

| 10. rujna 2008. 21:00 UTC+2 |        |                        |                                                                      |
| Hrvatska                    | 1:4    | Engleska               | Stadion Maksimir, Zagreb Broj gledatelja: 35.218 Sudac: Ľuboš Micheľ |
| Mandžukić 78'               | Report | Walcott 26' Rooney 63' | Stadion Maksimir, Zagreb Broj gledatelja: 35.218 Sudac: Ľuboš Micheľ |

| 11. listopada 2008. 17:15 UTC+1                     |        |             |                                                                      |
| Engleska                                            | 5:1    | Kazahstan   | Wembley Stadium, London Broj gledatelja: 89.107 Sudac: Paul Allaerts |
| Ferdinand 52' Kučma 64' (a.g.) Rooney 76' Defoe 90' | Report | Kukejev 68' | Wembley Stadium, London Broj gledatelja: 89.107 Sudac: Paul Allaerts |

| 11. listopada 2008. 20:00 UTC+3 |        |          |                                                                        |
| Ukrajina                        | 0:0    | Hrvatska | Stadion Metalist, Harkov Broj gledatelja: 38.500 Sudac: Eric Braamhaar |
|                                 | Report |          | Stadion Metalist, Harkov Broj gledatelja: 38.500 Sudac: Eric Braamhaar |

| 15. listopada 2008. 20:15 UTC+2 |        |        |                                                                    |
| Hrvatska                        | 4:0    | Andora | Stadion Maksimir, Zagreb Broj gledatelja: 14.441 Sudac: István Vad |
| Rakitić 16' Olić 32' Modrić 75' | Report |        | Stadion Maksimir, Zagreb Broj gledatelja: 14.441 Sudac: István Vad |

| 15. listopada 2008. 21:30 UTC+3 |        |                        |                                                                  |
| Bjelorusija                     | 1:3    | Engleska               | Stadion Dinamo, Minsk Broj gledatelja: 29.600 Sudac: Terje Hauge |
| Sitko 28'                       | Report | Gerrard 11' Rooney 50' | Stadion Dinamo, Minsk Broj gledatelja: 29.600 Sudac: Terje Hauge |

| 1. travnja 2009. 20:30 UTC+6 |        |                                                    |                                                                    |
| Kazahstan                    | 1:5    | Bjelorusija                                        | Centralni stadion, Almati Broj gledatelja: 19.000 Sudac: Jiří Jech |
| Abdulin 10'                  | Report | A. Hleb 48' Kalačjov 54' Stasevič 57' Rodionov 88' | Centralni stadion, Almati Broj gledatelja: 19.000 Sudac: Jiří Jech |

| 1. travnja 2009. 20:30 UTC+2 |        |                         |                                                                         |
| Andora                       | 0:2    | Hrvatska                | Comunal, Andorra la Vella Broj gledatelja: 1100 Sudac: Leontios Trattou |
|                              | Report | Klasnić 15' Eduardo 35' | Comunal, Andorra la Vella Broj gledatelja: 1100 Sudac: Leontios Trattou |

| 1. travnja 2009. 20:00 UTC+1 |        |              |                                                                        |
| Engleska                     | 2:1    | Ukrajina     | Wembley Stadium, London Broj gledatelja: 87.548 Sudac: Claus Bo Larsen |
| Crouch 29' Terry 85'         | Report | Ševčenko 74' | Wembley Stadium, London Broj gledatelja: 87.548 Sudac: Claus Bo Larsen |

| 6. lipnja 2009. 21:00 UTC+6 |        |                                                      |                                                                             |
| Kazahstan                   | 0:4    | Engleska                                             | Centralni stadion, Almati Broj gledatelja: 24.000 Sudac: Kristinn Jakobsson |
|                             | Report | Barry 40' Heskey 45+1' Rooney 72' Lampard 77' (pen.) | Centralni stadion, Almati Broj gledatelja: 24.000 Sudac: Kristinn Jakobsson |

| 6. lipnja 2009. 19:00 UTC+3             |        |                      |                                                                  |
| Bjelorusija                             | 5:1    | Andora               | Stadion Neman, Grodno Broj gledatelja: 8500 Sudac: Robert Kranjc |
| Bliznjuk 2' Kalačjov 44' Kornilenko 50' | Report | I. Lima 90+3' (pen.) | Stadion Neman, Grodno Broj gledatelja: 8500 Sudac: Robert Kranjc |

| 6. lipnja 2009. 20:15 UTC+2 |        |                      |                                                                     |
| Hrvatska                    | 2:2    | Ukrajina             | Stadion Maksimir, Zagreb Broj gledatelja: 32.073 Sudac: Terje Hauge |
| Petrić 2' Modrić 68'        | Report | Ševčenko 13' Gaj 54' | Stadion Maksimir, Zagreb Broj gledatelja: 32.073 Sudac: Terje Hauge |

| 10. lipnja 2009. 20:00 UTC+3 |        |                |                                                                   |
| Ukrajina                     | 2:1    | Kazahstan      | Stadion Dinamo, Kijev Broj gledatelja: 11.500 Sudac: Bruno Paixão |
| Nazarenko 33'                | Report | Nuserbajev 19' | Stadion Dinamo, Kijev Broj gledatelja: 11.500 Sudac: Bruno Paixão |

| 10. lipnja 2009. 20:15 UTC+1               |        |        |                                                                    |
| Engleska                                   | 6:0    | Andora | Wembley Stadium, London Broj gledatelja: 57.897 Sudac: Bas Nijhuis |
| Rooney 4' Lampard 29' Defoe 73' Crouch 81' | Report |        | Wembley Stadium, London Broj gledatelja: 57.897 Sudac: Bas Nijhuis |

| 12. kolovoza 2009. 21:15 UTC+3 |        |                      |                                                                  |
| Bjelorusija                    | 1:3    | Hrvatska             | Stadion Dinamo, Minsk Broj gledatelja: 21.651 Sudac: Felix Brych |
| Verhovcov 81'                  | Report | Olić 22' Eduardo 69' | Stadion Dinamo, Minsk Broj gledatelja: 21.651 Sudac: Felix Brych |

| 5. rujna 2009. 17:00 UTC+3                                               |        |        |                                                                      |
| Ukrajina                                                                 | 5:0    | Andora | Stadion Dinamo, Kijev Broj gledatelja: 14.870 Sudac: Andrejs Sipailo |
| Jarmolenko 18' Milevski 45+2' Ševčenko 72' (pen.) Seleznjov 90+4' (pen.) | Report |        | Stadion Dinamo, Kijev Broj gledatelja: 14.870 Sudac: Andrejs Sipailo |

| 5. rujna 2009. 20:30 UTC+2 |        |             |                                                                       |
| Hrvatska                   | 1:0    | Bjelorusija | Stadion Maksimir, Zagreb Broj gledatelja: 25.628 Sudac: Konrad Plautz |
| Rakitić 24'                | Report |             | Stadion Maksimir, Zagreb Broj gledatelja: 25.628 Sudac: Konrad Plautz |

| 9. rujna 2009. 20:00 UTC+3 |        |          |                                                                    |
| Bjelorusija                | 0:0    | Ukrajina | Stadion Dinamo, Minsk Broj gledatelja: 21.727 Sudac: Viktor Kassai |
|                            | Report |          | Stadion Dinamo, Minsk Broj gledatelja: 21.727 Sudac: Viktor Kassai |

| 9. rujna 2009. 20:00 UTC+2 |        |                             |                                                                        |
| Andora                     | 1:3    | Kazahstan                   | Comunal, Andorra la Vella Broj gledatelja: 510 Sudac: Albert Toussaint |
| Sonejee 70'                | Report | Hižničenko 14' Baltijev 29' | Comunal, Andorra la Vella Broj gledatelja: 510 Sudac: Albert Toussaint |

| 9. rujna 2009. 20:00 UTC+1               |        |             |                                                                                 |
| Engleska                                 | 5:1    | Hrvatska    | Wembley Stadium, London Broj gledatelja: 87.319 Sudac: Alberto Undiano Mallenco |
| Lampard 7' (pen.) Gerrard 18' Rooney 77' | Report | Eduardo 71' | Wembley Stadium, London Broj gledatelja: 87.319 Sudac: Alberto Undiano Mallenco |

| 10. listopada 2009. 18:00 UTC+3       |        |           |                                                                                        |
| Bjelorusija                           | 4:0    | Kazahstan | Oblastni sportski kompleks Brestski, Brest Broj gledatelja: 10.000 Sudac: Saïd Ennjimi |
| Bardačjov 23' Kalačjov 69' Kovelj 86' | Report |           | Oblastni sportski kompleks Brestski, Brest Broj gledatelja: 10.000 Sudac: Saïd Ennjimi |

| 10. listopada 2009. 19:15 UTC+3 |        |          |                                                                            |
| Ukrajina                        | 1:0    | Engleska | Dnipro-Arena, Dnjipropetrovsk Broj gledatelja: 31.000 Sudac: Damir Skomina |
| Nazarenko 29'                   | Report |          | Dnipro-Arena, Dnjipropetrovsk Broj gledatelja: 31.000 Sudac: Damir Skomina |

| 14. listopada 2009. 17:30 UTC+2 |        |                                                                                     |                                                                     |
| Andora                          | 0:6    | Ukrajina                                                                            | Comunal, Andorra la Vella Broj gledatelja: 820 Sudac: Craig Thomson |
|                                 | Report | Ševčenko 22' Husjev 61' I. Lima 69' (a.g.) Rakicki 80' Seleznjov 81' Jarmolenko 83' | Comunal, Andorra la Vella Broj gledatelja: 820 Sudac: Craig Thomson |

| 14. listopada 2009. 21:30 UTC+6 |        |                              |                                                                       |
| Kazahstan                       | 1:2    | Hrvatska                     | Astana Arena, Astana Broj gledatelja: 10.250 Sudac: Claudio Circhetta |
| Hižničenko 26'                  | Report | Vukojević 10' Kranjčar 90+3' | Astana Arena, Astana Broj gledatelja: 10.250 Sudac: Claudio Circhetta |

| 14. listopada 2009. 20:00 UTC+1 |        |             |                                                                                       |
| Engleska                        | 3:0    | Bjelorusija | Wembley Stadium, London Broj gledatelja: 76.897 Sudac: Lucilio Cardoso Cortez Batista |
| Crouch 4' Wright-Phillips 60'   | Report |             | Wembley Stadium, London Broj gledatelja: 76.897 Sudac: Lucilio Cardoso Cortez Batista |